# Liste der Bodendenkmale in Kirchberg (Sachsen)
In der Liste der Bodendenkmale in Kirchberg sind die Bodendenkmale der Stadt Kirchberg und ihrer Ortsteile nach dem Stand der Auflistung von Volkmar Geupel aus dem Jahr 1983 aufgelistet. Eventuelle Änderungen und Ergänzungen, insbesondere aus der Zeit nach der Wende, sind nicht berücksichtigt, da für Sachsen aktuell keine neueren allgemein zugänglichen Bodendenkmallisten vorliegen. Die Baudenkmale sind in der Liste der Kulturdenkmale in Kirchberg (Sachsen) aufgeführt.
| Denkmal-ID | Fundart          | Ortsteil    | Bezeichnung                             | Zeitstellung    | Lage                                                                          | Bemerkungen | Bild |
| ---------- | ---------------- | ----------- | --------------------------------------- | --------------- | ----------------------------------------------------------------------------- | --- | ---- |
| ?          | besonderer Stein | Wolfersgrün | Steinkreuz „Semmelkreuz“. „Semmelstein“ | Spätmittelalter | im Wald zwischen Wolfersgrün und Hirschfeld, südlich der Straße, am Kreuzbühl | verstümmelt, Schwert- oder Messereinzeichnung auf einer Seite, Lanzen(?)-Einzeichnung auf anderer Seite, Schutz seit 24. Februar 1964 |      |